# Grafschaft Forez

Provinzen Frankreichs (1477). Die Grafschaft Forez lindgrün im Südosten.

Die Grafschaft Forez war früh ein Teil der Grafschaft Lyon. Sie war so wie diese auch zwischen dem Grafen und dem Erzbischof von Lyon umstritten.

Wappen der Grafen von Forez aus dem Haus Albon

Ida-Raimunde, die Tochter von Artaud, dem letzten Grafen von Lyon, beerbte ihren Vater 1097 und brachte Forez an ihren Ehemann Guigues-Raymond von Albon. Erst im 12. Jahrhundert wurde Forez – benannt nach dem Ort Feurs – eigenständig, wofür Graf Guigues III. 1167 dem König von Frankreich huldigte.
Ab jetzt entwickelte sich in Forez eine eigene Grafschaftsverwaltung und Rechtsprechung. Ein Rechnungshof wurde 1317 eingerichtet. Die Grafschaft wuchs, vor allem nach der Heirat der Grafen Jean († 1333) mit Alix von Viennois. Beider Sohn Guigues VIII. († 1356) heiratete Jeanne de Bourbon und fand damit Anschluss an die großen Barone Frankreichs.
Anne de Forez, die Enkelin von Guigues VIII. und Jeanne de Bourbon, heiratete den Herzog Ludwig II. von Bourbon († 1410) und brachte die Grafschaft Forez mit in die Ehe.
Forez blieb in der Folge beim Haus Bourbon.
Siehe auch: Liste der Grafen von Lyon und Forez